# Ad Majorem Sathanas Gloriam
Ad Majorem Sathanas Gloriam är det norska black metalbandet Gorgoroths sjunde fullängdsalbum, och det sista där Gaahl och King samarbetar med Infernus. Albumets titel betyder ungefär "Till Satans större ära" och är en parodi på jesuitordens motto "Ad Maiorem Dei Gloriam". Till låten Carving a Giant spelades en musikvideo in, och den är bandets hittills enda. Videon är en återskapning av bandets ökända spelning i Kraków 2004 eftersom alla filmer från spelningen hade beslagtagits. Dessa filmer har dock släppts i efterhand. Ad Majorem Sathanas Gloriam är den första av Gorgoroths skivor som bara har låtar på engelska.

## Låtlista
1. "Wound Upon Wound" – 3:32
2. "Carving a Giant" – 4:12
3. "God Seed (Twilight of the Idols)" – 4:16
4. "Sign of an Open Eye" – 4:06
5. "White Seed" – 4:39
6. "Exit" – 3:33
7. "Untamed Forces" – 2:39
8. "Prosperity and Beauty" – 4:54

Text och musik: King

## Medverkande
Musiker (Gorgoroth-medlemmar)
- Infernus (Roger Tiegs) – gitarr

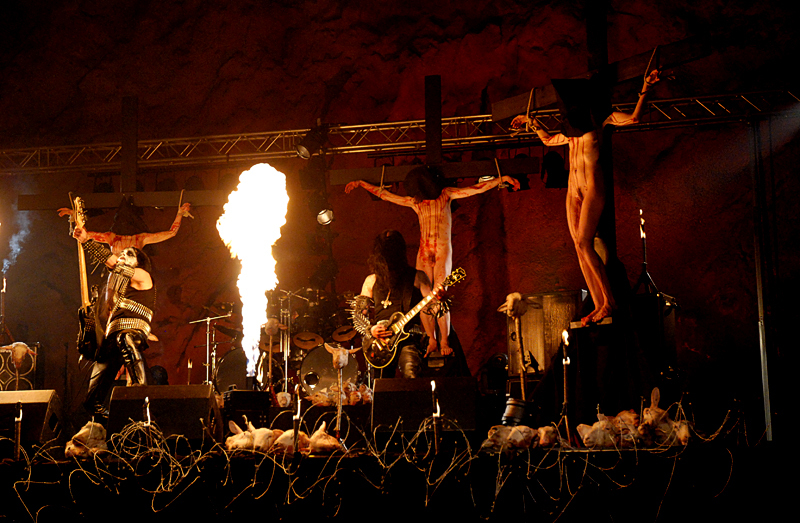
Bild från inspelningen av videon till Carving a Giant

- Gaahl (Kristian Eivind Espedal) – sång
- King (Tom Cato Visnes aka King ov Hell) – basgitarr

Bidragande musiker
- Frost (Kjetil-Vidar Haraldstad) – trummor

Produktion
- Gorgoroth – producent, ljudmix
- Herbrand Larsen – ljudtekniker (sång) ljudmix
- Geir Luedy – ljudtekniker (trummor)
- Svein "Schwein" Solberg – ljudtekniker (gitarrer, basgitarr)
- Thomas Eberger – mastering
- Infernus – mastering, omslagskonst
- Alexander Langsholt – omslagskonst, foto